# Margit Kaffka

Margit Kaffka, 1905

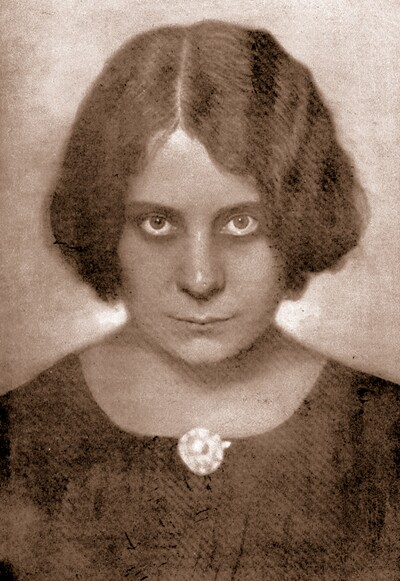
Aladár Székely: Margit Kaffka (1912)

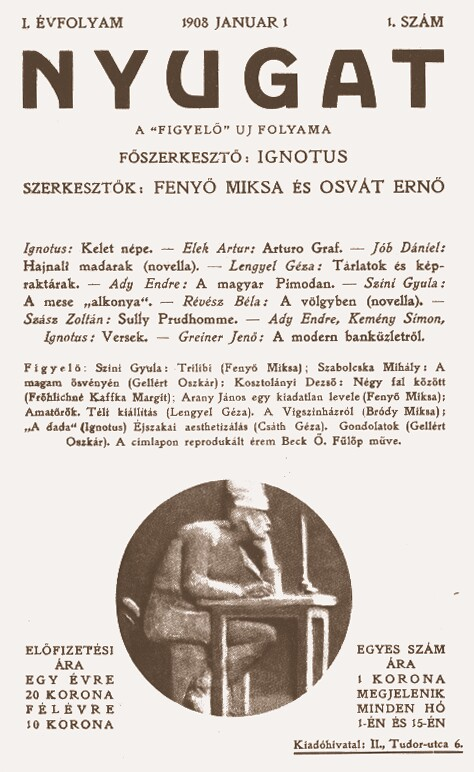
Margit Kaffka war an der ersten Ausgabe der Literaturzeitschrift Nyugat, 1908, beteiligt.

Margit Kaffka (* 10. Juni 1880 in Großkarol, Siebenbürgen, Österreich-Ungarn; † 1. Dezember 1918 in Budapest) war eine ungarische Schriftstellerin, Dichterin und Publizistin.

## Leben
Margit Kaffkas Vater war ein Beamter, der früh verstarb; die Tochter konnte nur in einer Klosterschule studieren. Kaffka erhielt 1902 das Lehrdiplom für bürgerliche Schulen (polgári iskolai tanári oklevél) und unterrichtete in Miskolc. Sie heiratete 1905 Brunó Fröhlich, einen Forstingenieur. Nach fünf Jahren scheiterte die Ehe, Kaffka ging nach Budapest, wo sie weitere fünf Jahre unterrichtete und Ervin Bauer, einen Arzt-Biologen heiratete. Ab 1915 war Kaffka nur mehr literarisch tätig. Sie und ihr Sohn wurden 1918 Opfer der weltweiten Spanischen Grippe.

## Dichterin, Schriftstellerin und Publizistin
Erste Gedichte der damals 21-jährigen Kaffka veröffentlichte die Zeitschrift Magyar Géniusz. Schon während ihrer Tätigkeit als Lehrerin in Miskolc war sie ständige Mitarbeiterin der literarischen Gruppe Nyugat (deutsch Westen). Kaffka hatte zwei große literarische Themen: die Krise des verarmten Adels (ungarisch dzsentri) und die Lage der zeitgenössischen Frau. Ihr zweiter Roman Ameisennest war ein großer Publikumserfolg, er setzte sich kritisch mit der Klostererziehung auseinander.

## Werke (Auswahl)
- Versek (Gedichte), Gedichte 1903
- Levelek a zárdából (Novellen), Briefe aus dem Kloster 1904
- Kaffka Margit könyve (Gedichte), Buch der Margit Kaffka 1906
- A gondolkodók és egyéb elbeszélések (Novellen), Die Denkenden und andere Novellen 1906
- Tallózó évek (Gedichte), Jahre der Nachlese 1911
- Utolszor a lyrán (Gedichte), Letztesmal auf der Lyra 1912
- Csendes válságok (Novellen), Stille Krisen 1910
- Csonka regény és novellák (Novellen), Gestutzter Roman und andere Novellen 1910
- Süppedő talajon (Novellen), Sinkender Boden 1912
- Szent Ildefonso bálja (Novellen), Der Ball des heiligen Ildenfonso 1914
- Színek és évek (Roman), Farben und Jahre 1912
  - Farben und Jahre (Roman), aus d. Ungar. dt. von Ita Szent-Iványi, mit e. Nachw. von György Bölöni. Berlin, Verl. Volk u. Welt, 1958
  - Farben und Jahre. Neuausgabe, mit drei Aufsätzen der Autorin im Anhang. Berlin 2023. ISBN 978-3-945980-84-2 (PDF)
- Mária évei (Roman), Marias Jahre 1913
- Állomások (Roman), Stationen 1914
- Lírai jegyzetek egy évről (Novellen), Lyrische Aufzeichnungen über ein Jahr 1915
- Két nyár (Novellen), Zwei Sommer 1916
- Hangyaboly (Roman), Ameisennest 1917
  - Ameisenhaufen (Roman), dt. von Éva Zádor. Budapest, Kortina, 2008
- A révnél (Novellen), Bei der Überfahrt 1918
- Az élet útján (Gedichte), Auf der Straße des Lebens 1918

## Verfilmungen
- 1971: Ameisennest (Hangyaboly)